# 白幡天神社
白幡天神社（しらはたてんじんしゃ、しらはたてんじんじゃ）は千葉県市川市菅野にある神社。

## 歴史
1180年（治承4年）、源頼朝が安房国に旗揚げしたとき、菅野の地に白旗を揚げたことから白幡宮と名付けられたと伝えられる。その後、1584年（天正12年）正親町天皇の代に本殿再建の記録がある。1871年（明治4年）に菅原道真を合祀してから、社名に「天」の字が加えられ、白幡天神社と呼ばれている。現在の本殿は、1880年（明治13年）に造営され、拝殿・幣殿は1961年（昭和36年）に造営された。（なお、太田道灌が社殿を造営したとの説もある。）
祭神は、武内宿禰、菅原道真、応神天皇である。

## 境内

### 拝殿・本殿
本殿は1880年に造営されたものが現存しており、拝殿と幣殿は1961年に造営されたものである。

### 境内社
境内には以下の5つの社が存在する。
- 古峯神社
- 浅間宮
- 白山妙理大権現
- 小御嶽石尊大権現
- 稲荷神社

### 文化財その他
柴田是真による画連句額は2006年に千葉県指定文化財として指定されている。
拝殿にかかる社額は勝海舟揮毫による。
2010年には境内に永井荷風と幸田露伴の文学碑が建立された。永井、幸田ともに晩年に白幡天神社近くに移り住み、作品の中でも白幡天神社の様子を記している。永井、幸田ともに晩年には白幡天神社近くに移り住んでいたことによる。永井荷風文学碑には「断腸亭日乗」からの引用が記され、幸田露伴文学之碑には娘の幸田文の著作「菅野の記」に白幡天神社の描写があることが示されている。また、幸田露伴の葬儀は白幡天神社で執り行われた。
市川市保存樹木協定第制度による保存樹木があり、樹木板によると、椋の木で、市川市保存樹木協定第91号、幹回り3.00m・樹高10.0m、協定者は白幡天神社である。

## 年中行事
- 1月1日「元旦祭」
- 1月25日「天神祭」
- 毎年2月20日「湯の花祭り」
宮司が、大釜に沸かした熱湯を、束ねた熊笹でかき回し、そのしずくを参詣者に振りかけ、1年の無病息災を祈る。使われた笹は参詣者に分けられ、お守りとして1年間おまつりし、翌年、大釜を沸かす火にくべる。やけどをした人に罪があるとする「探湯（くがたち）」と言う、祭神である武内宿禰にちなんだ古代の占いに由来すると伝えられる。春を呼ぶ祭りとも言われている[13][14][15]。
- 4月初旬「勧学祭」
- 4月25日「戦没者慰霊祭」
- 5月初旬 「菖蒲葺き」
端午の節句の行事。ショウブとヨモギを束ねて家の屋根に置き、邪気を払う伝統行事。江戸時代には庶民に定着したが、近年は行われなくなっていたため、次世代へ引き継ごうと、2011年より、地元の子どもたちを招いている。子どもたちが、境内の門の屋根にショウブを投げて載せている[16]。
- 6月30日「夏越しの大祓」
- 10月18日〜19日「大祭」
- 11月15日前後「七五三祭」
- 11月24日「新穀感謝祭」
- 12月31日「大祓」

## 交通アクセス
- 鉄道
  - JR本八幡駅から徒歩14分[17][18]。
  - 京成八幡駅から徒歩7分[17]。
  - 京成菅野駅から徒歩10分[18]。

## ギャラリー
白幡天神社
- 社務所
- 幸田露伴の石碑
- 永井荷風の石碑
- 二つの紋章
- 御神木
- 手水舎
- 車椅子用スロープ
- 市川市保存樹木協定第91号 椋の木
- 拝殿の懸魚